# 君じゃない誰かなんて〜Tejina〜
「君じゃない誰かなんて〜Tejina〜」（きみじゃないだれかなんて テジナ）は、DEEPの6枚目のシングル。2011年10月5日にrhythm zoneから発売された。

## 概要
- 前作の｢白いマフラー」から約8か月後のシングルである。
- 「CD+DVD」「CDのみ」「mu-moショップ＆LDH mobile＆LIVE会場限定ワンコイン盤（CDのみ）」の3形態で発売。なお、ワンコイン盤は「mu-moショップ」、「LDH mobile」、「DEEP LIVE HOUSE TOUR 2011 “LOVE STORY” ライブ会場」のみで購入出来る[1]。
- 表題曲「君じゃない誰かなんて〜Tejina〜」は既に1年前からライブでは歌唱していた。
- カップリングには「DEEP LIVE HOUSE TOUR 2011 “LOVE STORY”」で既に披露している「OHHH」を収録。
- CDのみの方には先日行われた「DEEP LIVE TOUR 2011 “未来への扉” 〜FINAL in 日本武道館〜」で披露された「涙が落ちないように」のライブ音源をSpecial Trackとして収録。

## 収録曲
CD
1. 君じゃない誰かなんて〜Tejina〜
作詞・作曲：マシコタツロウ
テレビ朝日系『FutureTracks→R』10月度エンディング・テーマ
2. OHHH
作詞・作曲：DEEP & JEFF MIYAHARA
『H.I.S.』 TVCMソング
3. 涙が落ちないように (LIVE @日本武道館) *Special Track
4. 君じゃない誰かなんて～Tejina～ (Instrumental)
5. OHHH (Instrumental)

DVD
1. 君じゃない誰かなんて〜Tejina〜 (Video Clip)
2. 「DEEP LIVE TOUR 2011 “未来への扉” 〜FINAL in 日本武道館〜」 Document Movie

## カバー
- BESTIEM『BEST TIME cover』（2018年）